# Il testimone muto
Il testimone muto,  pubblicato in Italia anche con il titolo Il testimonio muto  (titolo originale A Silent Witness) è un romanzo poliziesco del 1914 dello scrittore inglese Richard Austin Freeman. È il quarto romanzo della serie che ha come protagonista l'investigatore scientifico dottor John Thorndyke.

## Trama
Il dottor Jardine, medico neolaureato, mentre passeggia di notte nel parco di Hampstead Heath, si imbatte nel cadavere di un uomo. Quando pochi minuti dopo torna sul luogo con la polizia, il corpo è misteriosamente svanito. Gli agenti sono piuttosto scettici riguardo la sua storia e ritengono che il medico si sia sbagliato e che l'uomo fosse semplicemente svenuto oppure ubriaco. Qualche settimana dopo Jardine ottiene un incarico di supplenza nell'ambulatorio di un collega nella zona di Camden Town e il suo primo caso è quello di un paziente, Septimus Maddock, morto improvvisamente e successivamente cremato. Niente di sospetto, in apparenza, ma una notte il medico viene attirato in uno stabilimento deserto e richiuso in una cantina dove qualcuno tenta di asfissiarlo con bombole di anidride carbonica. Solo il provvidenziale arrivo del dottor Thorndyke, suo ex insegnante, salva la vita di Jardine. Gli avvenimenti successivi dimostreranno che qualcuno è fermamente deciso a uccidere il giovane medico, che sfugge fortunosamente ad altri due attentati. Thorndyke indaga, partendo dall'ipotesi che Jardine sappia o sospetti qualcosa di compromettente per un criminale, e cerca di appurare se il motivo delle aggressioni vada ricercato in collegamento con il corpo misteriosamente scomparso a Hampstead oppure con il defunto Maddock.

## Personaggi principali
- Dottor Humhprey[2] Jardine - medico
- Dottor Batson - medico
- Septimus Maddock - un paziente defunto
- Signora Samway - amica di Maddock
- Sylvia Vyne - pittrice
- Miss Vyne - zia di Sylvia
- Vitalis Rheinhardt - cugino di Miss Vyne
- Padre Humperdinck - sacerdote cattolico
- Mr. Marchmont - avvocato
- O'Donnell - investigatore privato
- Professor Woodfield - chimico
- Dottor John Evelyn Thorndyke - professore di medicina legale
- Polton - suo assistente di laboratorio
- Dottor Jervis - medico e amico di Thorndyke
- Miller - Sovrintendente di Scotland Yard

## Critica
"I lavori di Freeman appaiono paradigmatici per le storie poliziesche successive. L'occhio di Osiride è virtualmente un modello per i romanzi della c.d. Golden Age del giallo classico degli anni '20 e '30. L'opera di Freeman nel suo complesso è un'antenata di Freeman Wills Crofts e della sua scuola. Il testimone muto contiene idee riutilizzate in innumerevoli thriller.

Il testimone muto non è buono come romanzo quanto il suo precedessore L'occhio di Osiride. Ci sono di gran lunga troppe coincidenze, e la trama non è altrettanto intelligente. È chiaramente un tentativo di scrivere un secondo libro nello stile del primo, ma risulta quasi come una parodia del suo predecessore. La cosa migliore del libro sono le descrizioni della natura e della vita di Londra. Queste sono vivide, poetiche e ampiamente affascinanti."

## Edizioni
- Richard Austin Freeman, Il testimonio muto, traduzione di Alberto Tedeschi, Gialli economici Mondadori n. 115, Milano, Mondadori, 1938.
- Richard Austin Freeman, Il testimone muto, traduzione di Alberto Tedeschi, I classici del giallo n. 1332, Milano, Mondadori, 2013.